# 슈도모나스
슈도모나스(Pseudomonas)는 감마프로테오박테리아의 한 종류이다. 녹농균(Pseudomonas aeruginosa) 등을 포함하고 있다. 편모가 없는 것도 있지만, 편모가 있는 경우에는 몸의 한쪽 끝이나 양끝에 나 있다. 이것을 극생 편모라고 하는데, 콜레라균이나 녹농균 등에서 이러한 예를 볼 수 있다. 스피릴룸에는 양 끝에 1개 또는 몇 개의 편모가 있다. 한편, 콜레라균과 같은 기생균이나 아세트산균과 같은 부생균 외에, 화학 합성이나 광합성에 의해서 독립 영양 생활을 하는 종류도 이 무리에 속한다.